# Taipei Times
Il Taipei Times (cinese tradizionale: 臺北時報; cinese semplificato:台北时报; pinyin: Táiběi Shíbào) è uno dei tre principali giornali in lingua inglese della Repubblica di Cina (Taiwan), gli altri due essendo il Taiwan News e The China Post. Fondato nel 1999, il Taipei Times è pubblicato dal Liberty Times Group, che pubblica anche il giornale in lingua cinese Liberty Times, che ha una linea editoriale favorevole all'indipendenza di Taiwan.
Insieme a giornali quali The Guardian, fa parte del Project Syndicate, fondato da George Soros. Il Taipei Times ospita articoli di scrittori di The Guardian quasi ogni giorno, compresi scrittori di viaggi.
Dal marzo 2005, il sito web del Taipei Times incorpora una "risorsa Wikipedia" nei suoi articoli in linea. Seguendo un collegamento contrassegnato "wiki links", il lettore può vedere una nuova versione dell'articolo con collegamenti alle pagine di Wikipedia legate a certi argomenti menzionati nell'articolo del giornale.